# Dragan Granić
Dragan Granić, hrvaški general, * 15. maj 1917, † 1989.

## Življenjepis
Leta 1939 je vstopil v KPJ in NOVJ leta 1942. Med vojno je bil politični komisar več enot.
Po vojni je končal sovjetsko Višjo častniško konjeniško šolo Budjoni in VVA JLA.